# Fātima bint Hizam al-Kilabiyya
Fatima bint Hizam al-Kilabiyya (Arabisch: فَاطِمَة بِنْت حُزَام), besser auch bekannt als ’Umm al-Banin (Arabisch: أُمّ ٱلْبَنِين, „Mutter der Kinder“) war eine Frau von ʿAlī ibn Abī Tālib, dem ersten Imam der Schiiten sowie dem vierten Kalif des Raschidūn-Kalifat. Umm al-Banin heiratete Ali nach dem Tod seiner ersten Frau Fātima bint Muhammad im Jahre 632. Sie gebar Ali vier Söhne, die alle in der Schlacht von Kerbela (680) umgebracht worden sind.